# USS Wichita (CA-45)
«Уичита» (CA-45 Wichita) — тяжёлый крейсер флота США. Развитие крейсеров типа «Нью-Орлеан».

## История создания
По условиям Лондонского морского соглашения 1930 года США могли заложить один тяжёлый крейсер в 1934 году и ещё один — в 1935 году. По кораблестроительной программе 1934 года был заложен крейсер СА-44 «Vincennes» типа «Новый Орлеан». Следующий за ним крейсер в марте 1934 года было решено строить по новому проекту. За основу проекта был взят проект «Бруклина». Вместо 152-мм орудий были установлены 203-мм. Наличие трёх, а не пяти башен главного калибра позволило разместить универсальные 127-мм орудия не поборотно, а по ромбовидной схеме. Это заметно улучшило сектора их обстрела.
Первоначально планировалось, что установки главного калибра будут такие же как на Quincy. Толщина броневой палубы будет такой же. Двухсоттонный резерв (превышение вашингтонского лимита) планировалось использовать на усиление брони барбетов и главного пояса. Но была проблема, которую посчитали более важной, чем усиление защиты. Это проблема значительного рассеивания снарядов при стрельбе главным калибром — 915 м на 22 860 м, что делало стрельбу по цели типа корабль на большую дальность бесполезной. Переход на короткие 3,5 калиберные снаряды, имевшие лучшую кучность, был отвергнут, поскольку они имели меньшую дальность и бронепробиваемость, что было особенно критично так как орудия и так дефорсировали, для увеличения живучести ствола, уменьшив заряд пороха и начальную скорость с 914 м/с до 823 м/с. Новые башни с расстоянием между осями орудий 1,83 м (72 дюйма) (у японских тяжёлых крейсеров — 190 см) дали хороший результат. Но новые трёхорудийные башни с индивидуальными люльками с большим погоном и новым барбетом были слишком тяжелы и их установка обошлась бы потерей полтора сантиметра толщины пояса и траверса, и 2,5 см толщины барбета и боевой рубки. Уже стоял вопрос о разработке нового проекта. Удалось найти компромиссное решение: межосевое расстояние было уменьшено до 1,78 м (70 дюймов), а барбеты сделаны в форме перевёрнутого конуса, что позволило иметь относительно большой погон и приемлемую массу. Побочным эффектом от обратного наклон барбетов являлась увеличенная снарядостойкость. Следующий тип тяжёлых крейсеров получил такие же установки главного калибра.
Также было пересмотрено бронирование: за счёт сокращения площади бронирования толщина броневого пояса возросла до 152 мм, барбетов — до 178 мм. Наконец получили то что хотели: защита осталась на прежнем уровне, а кучность увеличилась.
Однако на этом история не закончилась. К маю 1936 года возникло серьёзное сомнение относительно адекватности предлагаемой 127-мм/25 зенитной батареи; новое орудие 127-мм/38 было явно лучше. Проектное устройство универсальной батареи должно было состоять из четырёх закрытых и четырёх открытых (штыревых) 127-мм/25 установок. Закрытые установки данного типа никогда не применялись раньше, так же не планировалось использовать их в дальнейшем — это был эксклюзив. Флот не хотел иметь на вооружении четыре уникальные установки предназначенные исключительно для одного корабля. Можно было использовать уже готовые одиночные 127-мм/38 установки. Предварительные расчёты показали, что проблемы с водоизмещением и остойчивостью позволяют установить только шесть орудий: четыре закрытых и два открытых. В качестве компромисса корабль был завершен с шестью, а не с восемью пушками, а решение по ещё двум было отложено в зависимости от результата кренования. Кренование в мае 1939 года показало ещё худшее состояние с остойчивостью, чем ожидалось. Несмотря на это, правда на основной палубе, а не на надстройке, решили установить два дополнительных орудия. Для компенсации пришлось уложить 200,4 дл. тонн чугунного балласта. Также написаны инструкции по заполнению водой топливных танков, по мере расходования топлива. Балласт уложили сразу, а пушки установили при первом ремонте.

## Конструкция
На «асториях» договорное водоизмещение было превышено на 140 тонн — не на много, если сравнивать с некоторыми странами. Поэтому инженерам отдали не афишируемое распоряжение: к новому проекту можно добавить ещё две сотни тонн. Конструкторская мысль пошла по диалектической спирали и вернулась к старой гладкопалубной схеме первых тяжёлых крейсеров. Только теперь вместо значительной седловатости и подъёма к форштевню, как на «Солт-Лейк-Сити», корпус имел высокий борт по всей длине. Это давало возможность установить катапульты, предназначенные для запуска самолётов, на корме. Американцы сочли такое решение выгодным, так как освобождалось место в средней части корабля, чрезвычайно удобное для размещения зенитной артиллерии. В результате такой подход к проектированию корпусов стал характерной чертой американской кораблестроительной школы и
применялся к кораблям самых разных классов — от эсминцев до линкоров типа «Айова».
В феврале 1938 года «Уичита» была почти на пределе разрешённых 10 000 дл. тонн; в результате её формально ввели в строй только шестью из восьми 5-дюймовых орудий, чтобы изобразить соблюдение договора. Тогда же и померили высоту надводного борта и она составила 9,2 м в носу и 7,6 м в корме, водоизмещение при этом было около стандартного, соответственно, при нормальном водоизмещении она гораздо меньше. У «Бруклина» (у него был позаимствован корпус) высота надводного борта при нормальном водоизмещении в носу была относительно небольшая и составляла 8,2 м, зато в корме была 7 м.
Длина «Уичиты» по ватерлинии составляла 182,88 м, а максимальная — 185,42 м. Ширина составляла 18,82 м, осадка 7,24 м. Она имела стандартное водоизмещение 10 589 дл. тонн (10 759 тонн) и полное 13 015 дл. тонн (13 224 т). Корпус повторял теоретический чертёж «Нью-Орлеана», но полубак был продлён до кормы. Корпус собирался по продольной схеме и обычно пишут, что это должно привести к его облегчению, но корпус весил 4915 дл. тонн против 4490 дл. тонн «Тускалусы». За счёт большей осадки высота надводного борта в носу у «Уичиты» была меньше, чем у «Нью-Орлеана» на 30 см. Экипаж состоял из 929 офицеров и матросов. Она была оснащена четырьмя гидросамолетами и двумя катапультами и краном для подъёма самолётов, которые в отличие от тяжелых крейсеров предшествующих проектов, находились в корме. Wichita была оснащена четырьмя паровыми турбинами Парсонса и восемью водотрубными котлами Babcock & Wilcox. Силовая установка была рассчитана на 100 000 лошадиных сил (75 000 кВт) и максимальную скорость 33 узла (61 км/ч). Нормальный запас топлива составлял 1323 дл. тонны (1344 тонны), полный — 1984 дл. тонны (2016 тонн) мазута, проектная дальность составляла 10 000 морских миль (18 520 км) на 15 узлах (28 км/ч). Когда были установлены остальные 5-дюймовые пушки, было обнаружено, что корабль имел слишком большой верхний вес, и поэтому на дне его добавили 200,4 дл. тонны (203,6 тонн) чугунного балласта. Несмотря на принятые меры метацентрическая высота составила 1,02 м при полной нагрузке (13 005 дл. т), 0,92 м при загрузке в 2/3 от полной (12 152 дл. т).

### Энергетическая установка
По сравнению с предыдущим типом американских тяжёлых крейсеров мощность силовой установки уменьшилась на 7000 л. с.

Энергетическая установка «Уичиты» напоминала таковую на «Бруклине». Восемь котлов производили пар температурой 648°F (342°С) при давлении 464 фн/кв дюйм (31,6 атм.). Шесть из них стояли впереди машинных отделений. Ещё два котла были установлены между машинными отделениями. Схема представляла нечто среднее между полноценным чередованием машин и котлов и линейным расположением и повторяла применённую итальянцами на крейсерах типа «Тренто». Скорость при стандартном водоизмещении 33,6 узла, при 2/3 от полной загрузки 32,5, при полном водоизмещении 32 узла. Мощность электрогенераторов осталась та же что и на «Бруклине», но при этом мощность дизельгенераторов значительно снизилась. Ёмкость топливных цистерн в сравнении с «Нью-Орлеаном» была увеличена. По сравнению с «Бруклином» с 54 до 59 тонн был увеличен запас дизельного топлива. С применением улучшенных обводов корпуса это должно было дать увеличение дальности плавания, но расчётная дальность плавания, по результатам испытаний турбин, не дотягивала до «паспортного» значения и ограничивалась 8800 милями 15-узловым ходом.
Дальность в море была ещё хуже. «Уичита» в 1942 году на ходу 15 узлов могла пройти 8100 миль, при скорости 20 узлов — 5700 миль, а в 1945 году на ходу 15 узлов могла пройти 6600 миль, при скорости 20 узлов — 4500 миль при запасе топлива 2044 дл. тонны — даже меньше, чем «Нью-Орлеан».
Снабжение электроэнергией осуществляли четыре турбогенератора мощностью по 400 кВт. Помимо них, имелись два дизель-генератора мощностью по 80 кВт (с перегрузкой до 100 кВт), суммарно составляя 1760 кВт против 3600 (2200) кВт на «Бруклине» и 2200 кВт на «Хелене».

### Вооружение
Основное вооружение «Уичиты» составляли девять 203-мм орудий Mark 12 (такие же как на «Куинси» и «Винсеннес»), установленных в трёхорудийные башенные установки нового образца. Для 203-мм установок предыдущего образца был характерен большой разброс снарядов в залпе из-за близкого расположения орудий в башне. Для решения этой проблемы на «Уичите» было увеличено расстояние между осями стволов до 170 см и орудия были установлены в индивидуальных люльках. Барбет получил коническую форму с уменьшением диаметра в нижней части установки, дабы не увеличивать чрезмерно его диаметр.

Сверхтяжёлый 152 кг снаряд был чисто бронебойным и обладал слабым взрывным действием, а фугасный весил всего 118 кг, имел взрыватель мгновенного действия, и предназначался для обстрела береговых целей и небронированных судов, полубронебойного в боекомплекте не было. Снаряды имели чрезвычайно разную баллистику.
В качестве среднего калибра появились 127-мм/38 орудия. Орудия были установлены в одноорудийных установках. Четыре из них были полностью закрытыми. Для улучшения секторов обстрела 127-мм орудия расположили по ромбической схеме, вместо применявшейся ранее побортной. Поскольку по проекту на крейсер должны были поставить 127-мм орудия с длиной ствола в 25 калибров, а не 38 калибров, как вышло на практике, возникла проблема с увеличением верхнего веса, которую пришлось решать установкой в трюм 200,4 дл. т чугунного балласта.
Зенитное вооружение состояло из восьми 12,7-мм пулемётов. По меркам Второй мировой войны этого было явно недостаточно и зенитное вооружение несколько раз усиливали в процессе эксплуатации. В июле 1941 года были установлены две счетверённые установки 28-мм автоматов. В ноябре 1943 года вместо них установили 4×4 «бофорса» и 18 20-мм «эрликонов». К концу войны дополнительно были установлены ещё две спаренные установки 40-мм «бофорсов».
Авиационное оборудование было смещено в корму. На квартердеке были установлены две катапульты и четыре гидросамолёта. Самолётный ангар располагался под верхней палубой и закрывался большой сдвижной дверью.

### Бронирование
Для контроля весовой дисциплины калибровка палубных и тонких броневых плит производилась в фунтах — пропорционально массе одного квадратного фута броневого листа. При этом 40-фунтовая броня или судостроительная сталь соответствует толщине в 0,98"-0,99", округлённо это принималось равным 1 дюйму или 25,4 мм.
Главный броневой пояс имел толщину 152 мм. Носовые погреба защищались 102-мм поясом, а в корме — коробом, располагавшимися ниже уровня ватерлинии, поскольку боезапас располагался на нижних платформах. Пояс замыкался траверзами толщиной 152 мм. В оконечностях пояс отсутствовал. Толщина броневой палубы над поясом составляла 57 мм. Барбеты имели толщину 178 мм. Они имели форму перевёрнутого конуса, сужавшегося от башни к погребу, что ещё больше повышало их снарядостойкость. Башни главного калибра повторяли защиту башен «Асторий» — их лобовая броня достигла 203 мм, крыша 70 мм, 95-38 мм с боку и 38 мм сзади, но они были больше и имели большую массу. Масса башни с орудиями — 319 тонн (на «Нью-Орлеане» вес башни составлял 299 тонн, диаметр барбета составлял 6,4 м, а начиная с «Тускалузы» башни имели меньший вес — всего 254 т). Вертикальная броня — класса «А», горизонтальная — из стали STS. Общий вес брони (без брони палуб) составил 1473 тонны — то есть 14 % от стандартного водоизмещения, что несколько меньше чем на типе «Нью-Орлеан» (1507 тонн или 15 %) и абсолютно и относительно. Зона неуязвимости от 203-мм снарядов была солидной и простиралась от 50 до 110 каб. Однако в 1939 году на вооружение был принят новый удлинённый снаряд. При расчёте зоны неуязвимости под новый снаряд она составляла уже дистанцию от 77,5 до 112 кабельтовых.
Защита кормовых погребов выполнялась в виде своеобразного «ящика», закрытого спереди, сзади, с боков и сверху, броня носовых погребов проходила по внешнему борту, но она не поднималась выше уровня воды, поскольку боезапас располагался на нижних платформах, оставляя тем самым корабль незащищённым от повреждений и затоплений внешних отсеков даже лёгкими снарядами.

## Модернизации
Модернизации имели очень ограниченный характер, поскольку «Уичита» практически не имела никаких резервов остойчивости. В мае 1939 года добавили 200,4 дл. тонн чугунного балласта. Летом 1939 года были установлены «пропавшие» 127-мм орудия, а в июне 1941 крейсер получил 2 счетверённых 28-мм автомата. Во время войны были установлены новые модели радаров. В ноябре 1942 года поступило предложение о замене одинарных 127-мм/38 орудий и 28-мм автоматов на пять-шесть 127-мм спаренных башенных установок и 6×2 40-мм/56 автоматов «Bofors», но расчёты показали невозможность осуществления этого предложения из-за ситуации с остойчивостью. Тем не менее в ноябре 1943 года лёгкое зенитное вооружение было заменено на четыре четырёхствольных и два двухствольных 40-мм «Бофорса», были также установлены 18 — 20-мм «Эрликонов», а «чикагские пианино» и пулемёты Браунинга демонтированы.

## Служба
«Уичита» была заложена на Филадельфийском морском судостроительном заводе 28 октября 1935 года и была спущена на воду 16 ноября 1937 года. «Уичита» была введена в строй 16 февраля 1939 года. Её первым командиром был капитан Таддеус А. Томсон.
В июне 1940 года крейсер совершил визит доброй воли в Южную Америку, который продлился до сентября 1940 года.
«Уичита» принимала участие в битву за Окинаву. Крейсер прибыл в Улити 20 марта и был назначен тактическую группу 54. Группа вышла в море, чтобы принять участие в вторжении на Окинаву. Корабль 25 марта занимался прикрытием тральщиков у Окинавы. Во второй половине (с 13:50 до 16:30) следующего дня «Уичита» обстреливала японские позиции на острове. На следующее утро японские самолёты атаковали корабли и зенитчики «Уичиты» сбили один самолёт. Позже корабль возобновил обстрел в рамках подготовки к вторжению десанта. Она продолжала расстреливать остров до 28 марта. На следующий день она ушла в Кераму Ретто, чтобы пополнить боеприпасы. В тот же день корабль вернулся к Окинаве, чтобы покрыть подводных сапёров, когда они расчищали пляжные заграждения. «Уичита» продолжала поддерживать команды по расчистке на следующий день, а также вести обстрел по берегу. Высадка началась 1 апреля, «Уичита» поддерживала десантные войска на южных пляжах. Примерно в 12:00 она ушла, чтобы пополнить боеприпасы. Она возобновила бомбардировку на следующий день. 4 апреля прикрывала тральщики. В ночь с 4 на 5 апреля «Уичита» обстреляла японских защитников на Окинаве.
В феврале 1947 года выведен в резерв. Окончательно крейсер списали в 1959 году, в том же году корабль продали на металлолом.

## Оценка проекта
Хороший на бумаге, но не совсем удачный корабль, главным недостатком которого стала очень плохая остойчивость. Некоторые авторы связывают плохую остойчивость с ограничениями водоизмещения, некоторые с грубыми ошибками проектирования на последнем этапе, при установке новых, очень тяжёлых башен главного калибра. В этом проекте боевые качества явно преобладают над крейсерскими. По мощи вооружения и броневой защите он, бесспорно, превосходит все ранее построенные тяжёлые крейсера США. По крейсерским качествам, имея самую плохую мореходность, самую низкую остойчивость и самую маленькую дальность он так же, безусловно, уступает всем построенным американским тяжёлым крейсерам.
Главная заслуга в том, что он послужил прототипом для последующего типа тяжёлых крейсеров.
Наиболее близкими соперниками «Уичиты» считаются построенные раньше итальянская «Зара» и создававшийся как ответ на итальянский проект французский «Альжери». Наиболее вероятными противниками — японские «Такао». Все они по совокупности боевых качеств превосходят немодернизированные «вашингтонские» крейсера первого поколения. Броневая защита всех четырёх крейсеров выполнялась по различным схемам. Итальянцы имели протяженный и широкий 150-мм пояс, защищавший погреба и силовую установку, 70-мм бронепалубу и 20-мм верхнюю палубу. «Альжери» имел 110-мм пояс, за которым шла 40-мм противоосколочная переборка — продолжение ПТП, и 80-мм палубу. Пояс был короче, и погреба имели коробчатую защиту. Бортовой пояс «Уичиты» был толстым (152 мм) и самым узким и коротким, защищавшим только силовую установку. Носовые погреба защищались 102-мм поясом, располагавшимся ниже уровня ватерлинии, а в корме — коробом, как на «Альжери». Палуба американского крейсера тоньше остальных — всего 57 мм, а артиллерия защищалась лучше всего.
Вся броня «Зары» имела общий вес 2688 т — 23 %, «Альжери» 2035 т — 20 %, на «Уичите» 1473 т + около 400 тонн палубной брони ≈ 18 %. Против бронебойных снарядов защита всех крейсеров была приблизительно равной. Против фугасных и полубронебойных снарядов в защита «Уичиты» была хуже.
| Сравнительные ТТХ крейсеров                 | Сравнительные ТТХ крейсеров                                                     | Сравнительные ТТХ крейсеров                                               | Сравнительные ТТХ крейсеров                                    | Сравнительные ТТХ крейсеров                                     | Сравнительные ТТХ крейсеров |
|                                             | «Такао»                                                                         | «Уичита»                                                                  | «Альжери»                                                      | «Зара»                                                          |                             |
| ------------------------------------------- | ------------------------------------------------------------------------------- | ------------------------------------------------------------------------- | -------------------------------------------------------------- | --------------------------------------------------------------- | --------------------------- |
| Годы закладки/вступления в строй            | 1927/1932                                                                       | 1935/1939                                                                 | 1931/1934                                                      | 1929/1931                                                       |                             |
| Водоизмещение, стандартное/полное, т        | 11 531 /15 430 (13 350/15 875)                                                  | 10 735/13 224                                                             | 10 109/13 461                                                  | 11 680/14 300                                                   |                             |
| Энергетическая установка, л. с.             | 130 000                                                                         | 100 000                                                                   | 84 000                                                         | 95 000                                                          |                             |
| Максимальная скорость, узлов                | 35,5 (34,25)                                                                    | 33                                                                        | 31                                                             | 32                                                              |                             |
| Дальность плавания, миль на скорости, узлов | 7000 (14)                                                                       | 8100 (15)                                                                 | 8700 (15)                                                      | 5300 (16)                                                       |                             |
| Артиллерия главного калибра                 | 5×2 — 203-мм/50 типа 3-го года № 2                                              | 3×3 — 203-мм/55 Mk 12                                                     | 4×2 — 203-мм/50 M1931                                          | 4×2 — 203-мм/53 Mod. 29                                         |                             |
| Универсальная артиллерия                    | 4×1 — 120-мм/45 тип 10 (4 × 2 127-мм/40 тип 89)                                 | 8×1 — 127-мм/38                                                           | 6×2 — 100-мм/45                                                | 8×2 — 100-мм/47 Mod. 28                                         |                             |
| Торпедное вооружение                        | 4×2 — 610-мм ТА                                                                 | —                                                                         | 2×3 — 550-мм ТА                                                | —                                                               |                             |
| Авиагруппа                                  | 2 катапульты, 3 гидросамолёта                                                   | 2 катапульты, до 4 гидросамолётов                                         | 1 катапульты, 3 гидросамолёта                                  | 1 катапульта, 2 гидросамолёта                                   |                             |
| Бронирование, мм                            | Пояс — 102, погреба — 127 мм, палубы — 47-32 (35 + 32…47), башни — 25, ПТП — 58 | Пояс — 152, погреба — 102 мм, палуба — 57-32, башни — 203…37, рубка — 152 | Борт — 110+40, палуба — 80, башни — 100, рубка — 100, ПТП — 40 | Борт — 100—150, палубы — 20+70, башни — 120—150, рубка — 70-150 |                             |
| Экипаж                                      | 727                                                                             | 868                                                                       | 616                                                            | 841                                                             |                             |

Двухвальная установка итальянцев давала выигрыш по весу при меньшей длине валов, а четырёхвинтовая схема французов и американцев позволяла обеспечить большую живучесть и лучшие пропульсивные характеристики. Несмотря на это сухой удельный вес — у «Зары» (он составлял примерно 14,8 кг/л. с.) был хуже, чем у «Альжери», у которого удельный вес оказался ниже (удельная мощность соответственно выше) — 12,6 кг/л. с. (полный 14,1), а вот у «Уичиты» — хуже, целых 17,7 кг/л.с, и это несмотря на то, что американцы использовали пар более высоких параметров. Облегчение силовой установки «Зары» и «Альжери» не сказалось на её надежности. У «Уичиты», вообще то редкий случай для американского флота, проблемы с надёжностью были. Хуже у итальянцев дело обстояло с экономичностью и, как следствие, дальностью плавания — по этому показателю они были худшими. При полном запасе топлива порядка 2400 т «зары» могли пройти экономическим ходом (16-узловым) около 5300 миль. «Адмирал Хиппер» тоже не отличался экономичностью и при запасе топлива 3050 тонн на ходу 16 узлов мог пройти 6800 миль. «Уичита» в 1945 году при запасе топлива 2044 дл. тонны (2077 тонн) на ходу 15 узлов могла пройти 6600 миль. «Альжери» при запасе топлива 2142 т мазута мог пройти 8000 миль 15 узловым ходом. На «Заре» и «Альжери» пожертвовали скоростью, увеличив ширину, на «Уичите» не стали и заплатили плохой остойчивостью.
| Характеристики орудий главного калибра тяжёлых крейсеров | Характеристики орудий главного калибра тяжёлых крейсеров | Характеристики орудий главного калибра тяжёлых крейсеров | Характеристики орудий главного калибра тяжёлых крейсеров | Характеристики орудий главного калибра тяжёлых крейсеров | Характеристики орудий главного калибра тяжёлых крейсеров | Характеристики орудий главного калибра тяжёлых крейсеров |
| -------------------------------------------------------- | -------------------------------------------------------- | -------------------------------------------------------- | -------------------------------------------------------- | -------------------------------------------------------- | -------------------------------------------------------- | -------------------------------------------------------- |
| Орудие, мм/клб                                           | 203/50                                                   | 203/53                                                   | 203/50                                                   | 203/60                                                   | 203/55                                                   | 203/50                                                   |
| Страна                                                   | Франция                                                  | Италия                                                   | Япония                                                   | Германия                                                 | США                                                      | Англия                                                   |
| Вес снаряда, кг                                          | 123,1(134)                                               | 125,3                                                    | 125,85                                                   | 122                                                      | 118(152)                                                 | 116,1                                                    |
| Нач. скорость, м/с                                       | 850 (820)                                                | 940 (900)                                                | 840                                                      | 925                                                      | 853 (762)                                                | 855                                                      |
| Энергия, млн. Дж                                         | 90,1                                                     | ?(101,5)                                                 | 88,8                                                     | 104,4                                                    | 85,8                                                     | 84,9                                                     |
| Живучесть ствола, выстрелов                              | 600                                                      | 200 (?)                                                  | 400                                                      | 600                                                      | 600 (715)                                                | 550                                                      |
| Макс.дальность, км                                       | 31,4 (30)                                                | 34,1 (31,3)                                              | 28,9                                                     | 33,54                                                    | 29,13 (27,4)                                             | 29,4                                                     |

1. ↑  после модернизации 1936 года
2. ↑  Для американских и японских кораблей длинные тонны пересчитаны в метрические.
3. ↑  после модернизации 1936 года
4. ↑  после модернизации
5. ↑  после модернизации
6. ↑  после модернизации
7. ↑  Длина ствола, отнесённая к калибру орудия. Во Франции и Британии считается по каналу ствола. В США, Германии и России под длиной понимается длина от дульного среза до торца затворного гнезда.
8. ↑  Позднее принятый heavy.
9. ↑  Позднее принятый super heavy

«Альжери» и «Уичита» получили новые тяжёлые бронебойные снаряды 134 и 152 кг соответственно.
Эти изменения соответствовали общемировой тенденции типа «тяжелый снаряд — малая скорость», хотя во Франции к новым веяниям отнеслись более осторожно. Подобная комбинация здесь выбиралась прежде всего с точки зрения обеспечения большей живучести ствола, которая у французской и американской пушек и так была вполне приличной — около 600 выстрелов боевым зарядом. Для тяжёлого снаряда у американки она возросла до 715 выстрелов. На сколько она выросла у французского орудия осталось неизвестно, поскольку до самого конца службы орудия «Альжери» произвели всего от 142 до 171 выстрелов, далеко не выработав своей ресурс.
В отношении массы снаряда германские конструкторы пошли по пути, прямо противоположному американскому. Американские снаряды имели большую крутизну траектории и способность к пробитию палубной брони, но меньшую пробиваемость пояса и меньшую точность на средних дистанциях. Немцам удалось найти значение начальной скорости обеспечивающей хорошую настильность траектории, а значит — малое рассеивание снарядов по дальности. Оба подхода имели свой смысл: германцы готовились к сражениям в условиях небольшой видимости, там где нормой плохая погода, тогда как американцы — к бою в тропиках, при практически неограниченной видимости. 203-мм орудия остальных стран (Англии, Франции, Японии) имели примерно такие же снаряды, как и немецкое, но уступали им по начальной скорости (840—850 м/сек). Немецкий снаряд мог пробить 200-мм вертикальную броневую плиту на дистанции до 15 500 м, а американский — 127-мм вертикальную броневую плиту на дистанции до 17 830 м, а 152-мм до 14 353 (14 630) м.
Все крейсера обладали примерно одинаковыми посредственными мореходными характеристиками, гораздо худшими, чем у британских «каунти» и даже первых французских и итальянских кораблей этого класса. Ухудшение мореходности в итальянском и французском проектах было сознательным шагом и должно рассматриваться не как недостаток, а как компромисс, за счёт которого улучшили «боевые» качества. Так высота надводного борта у «Алжери» (проектная и фактическая) при нормальном водоизмещении составила 8 м в носу и 6,4 м в корме. Их мореходность оказалась достаточной для Средиземноморья. У «Уичиты» для Средиземноморья была хорошая мореходность. Но «Уичита» создавалась для действий в океане и на протяжении всей карьеры страдала от не очень высокой мореходности, перегрузки, а её остойчивость находилась на критической отметке. Резервные дизель-генераторы, на всех рассматриваемых крейсерах, являлись слишком слабыми, учитывая значительное число потребителей электроэнергии, однако подобный недостаток характерен для всех крейсеров того периода.
Все выявленные недостатки проекта — невысокая мореходность, плохая остойчивость, низкая дальность плавания и плохая обитаемость были исправлены в следующем типе американских тяжёлых крейсеров. Несмотря на увеличение водоизмещения, «Уичита» не стала прорывом: японские тяжёлые крейсера типа «Такао» сохраняли преимущество над американскими тяжёлыми крейсерами вплоть до ввода в строй крейсеров типа «Балтимор».